# Oskar Potiorek
Oskar Potiorek (Bad Bleiberg, 20 november 1853 - Klagenfurt, 17 december 1933) was een Oostenrijks-Hongaars militair die van 1911 tot 1914 militair-gouverneur van Bosnië-Herzegovina was.

## Biografie

### Achtergrond, opleiding en vroege carrière
Oskar Potiorek werd op 20 november 1853 geboren in Bad Bleiberg, Karinthië. Zijn vader was een plaatselijk ambtenaar. Oskar Potiorek bezocht de technische militaire academie en officiersopleiding in Wenen en werd in 1879 als officier toegevoegd aan de generale staf. Sinds 1886 was hij werkzaam op het Bureau Operaties van de generale staf en 1892 werd hij chef van dit bureau. In april 1897 nam brigadegeneraal (Feldmarschalleutnant) het commando over het 3de Legerkorps over van Eduard Ritter von Succovaty von Vezza. Hij behield dit commando tot 1902 toen hij door keizer Frans Jozef I werd benoemd tot plaatsvervangend staf-chef. In 1910 volgde zijn benoeming tot commandant van de stad Graz en in 1911 werd hij inspecteur-generaal van het Oostenrijks-Hongaarse leger. In 1913 werd aartshertog Frans Ferdinand van Oostenrijk-Este, de troonopvolger.

### Gouverneur vanBosnië-Herzegovina
In 1912 werd de toenmalige chef van de generale staf, generaal Franz Conrad von Hötzendorf, ontslagen na een conflict met de keizer. Potiorek dacht, niet geheel ten onrechte, dat hij als plaatsvervangend staf-chef tot diens opvolger zou worden benoemd. Voor hem in de plaats werd generaal-majoor Blasius Schemua benoemd. Aartshertog Frans Ferdinand haalde de keizer echter over om Conrad von Hötzendorf opnieuw te benoemen tot staf-chef. Na korte tijd werd Schemua dus weer vervangen door Conrad. De gepasseerde Potiorek onderhield sindsdien een moeizame relatie met Conrad von Hötzendorf. De toenemende spanningen op de Balkan dwong hen op den duur echter tot nauwe samenwerking.
Oskar Potiorek was in 1911 benoemd tot militair-gouverneur van de provincie Bosnië-Herzegovina. Potiorek, inmiddels bevorderd tot generaal der infanterie, stond bekend als bijzonder anti-Servisch en was een echte hardliner. Hij zag niets in een behoedzame en vriendelijke benadering van Servische en Slavische bevolking in Bosnië-Herzegovina. Hij stond hierin lijnrecht tegenover de civiele gouverneur van de provincie, Leon von Biliński, die meende dat toegefelijkheid jegens de Serviërs hen op den duur voor de monarchie te winnen. Potiorek was echter de meerdere van Biliński die niet veel kon uithalen om de betrekkingen met de Serviërs in Bosnië te verbeteren. De keizer en de gematigde Bosnische politici in de Bosnische Landdag kozen de zijde van Biliński, wat er toe leidde dat Potiorek de Landdag ontbond (1913). Ook verbood Potiorek de Servische verenigingen in Bosnië-Herzegovina, wat leidde tot een verdere radicalisering van de Servische bevolking in Bosnië.

### Moord op Frans Ferdinand van Oostenrijk
In september 1913 nodigde Potiorek, die op dat moment in Wenen was, aartshertog Frans Ferdinand uit om manoeuvres bij te wonen in de provincie Bosnië-Herzegovina die op 26 en 27 juni 1914 zouden plaatsvinden. Het doel van de manoeuvres was Servië, de aartsvijand van de Dubbelmonarchie, te imponeren. Potiorek en Biliński zouden toezien op de veiligheid van de troonopvolger. De troonopvolger zag uit naar zijn bezoek aan de provincie omdat zijn vrouw, Sophie Chotek, meekon en ver verwijderd van het Weense hof was de aartshertog van plan zijn vrouw als zijn gelijke mee te nemen op de geplande autotocht door Sarajevo op 28 juni.

Overzichtskaart van de plaats waar aartshertog Frans Ferdinand en zijn gemalin, de hertogin van Hohenberg vermoord werden

Na het bijwonen van de manoeuvres nabij de Bosnisch-Servische grens, vertrok de aartshertog om veiligheidsredenen eerder dan gepland naar Sarajevo, de Bosnisch-Herzegovijnse hoofdstad. In de vroege ochtend van 28 juni begon de rijtoer van de aartshertog, zijn vrouw en enkele hooggeplaatsten, w.o. de burgemeester en generaal Potiorek door Sarajevo richting het stadhuis. Potiorek bevond zich in dezelfde auto als Frans Ferdinand en Sophie. Tijdens de rit naar het stadhuis wierp een Servische nationalist, Nedeljko Čabrinović, een bom naar de auto van de aartshertog, die op het vouwdak van de auto terechtkwam, eraf rolde en achter de auto ontploft. Er waren een aantal gewonden - waarvan twee ernstig - maar de aartshertog en de inzittenden in de auto waren ongedeerd. Potiorek gaf vervolgens opdracht de auto's die deel uitmaakten van de stoet met hogere snelheid richting het stadhuis te rijden. Op het stadhuis aangekomen werden de aartshertog, zijn vrouw en generaal Potiorek ontvangen door de burgemeester, Fehim Čurčić, en de leden van de gemengde gemeenteraad. De aartshertog beklaagde zich bij de burgemeester over het voorval en gaf te kennen een bezoek te willen brengen aan het ziekenhuis waar de gewonden van die ochtend waren opgenomen en het bezoek aan het museum kwam te vervallen. Intussen had Potiorek de veiligheidsmaatregelen niet aangescherpt wel gaf hij opdracht het centrum van de stad te mijden en een korte route, via de Appèl-Kai, te nemen in plaats van de Franz-Joseph-Strasse die door het centrum gaat. Men nam echter niet de moeite de chauffeurs van de auto's op de hoogte te stellen van de wijziging van de route.
Bij de Latijnse Brug aangekomen minderen de voorste twee auto's van de stoet vaart en slaan af de Franz-Joseph-Strasse in. De chauffeur van de derde auto - de auto waar Frans Ferdinand, zijn vrouw en Potiorek in zaten -, Leopold Loyka is hetzelfde van plan, maar Potiorek wendt zich tot hem en schreeuwt tegen hem "Stop! Verkeerd! We moeten verder over de Appèl-Kai!". Gavrilo Princip, een Bosnisch-Servische nationalist die tot dezelfde groep behoorde als Čabrinović, die opgesteld staat bij hoek van de Appèl-Kai en de Franz-Joseph-Strasse, lost twee schoten in de richting van de auto van de aartshertog. Frans Ferdinand en zijn vrouw worden beide geraakt en raken al snel buiten bewustzijn. Generaal Potiorek geeft de chauffeur van de auto opdracht in hoge snelheid naar de citadel Konak, zijn residentie te rijden. Vrijwel meteen na aankomst in de Konak sterven Frans Ferdinand en Sophie. De sofa waarop de stervende Frans Ferdinand in de Konak werd neergelegd, bewaarde Potiorek zijn hele leven.
Princip die na de aanslag opgepakt werd, verklaarde later dat de tweede kogel voor Potiorek bedoeld was.

### Eerste Wereldoorlog
Oskar Potiorek, die min of meer verantwoordelijk was voor de veiligheid in Bosnië-Herzegovina werd niet ter verantwoording geroepen. In de weken na de moord, die bekendstaan als de Juli-crisis, liet Potiorek niet na Wenen te laten weten dat er een link zou bestaan tussen Princip en de zijnen en de regering in Belgrado. Potiorek drong aan op een oorlog met Servië. Potiorek werd benoemd tot commandant van het 6de Leger dat gestationeerd was in Bosnië-Herzegovina. Kort na het uitbreken van oorlog tegen Servië en dus de Eerste Wereldoorlog, werd Potiorek op 6 augustus 1914 benoemd tot bevelhebber van alle Oostenrijks-Hongaarse troepen in Bosnië-Herzegovina. Potiorek wist Conrad von Hötzendorf te overtuigen van een snelle aanval op Servië. Conrad was echter niet overtuigd van een directe aanval omdat hij persoonlijk eerst een aanval op Russisch-Polen wilde. De keizer gaf Potiorek echter volledige handelsvrijheid en op 16 augustus 1914 viel het Oostenrijks-Hongaarse leger Servië binnen. De Serviërs sloegen de aanval echter af en reeds op 19 augustus werd de Servische aanval afgebroken. Een tweede operatie, in september 1914 moest eveneens voortijdig worden afgebroken. Een derde operatie, in december 1914 verliep zo desastreus voor de Oostenrijkers dat Potiorek van zijn commando werd ontheven.
Tijdens de rest van de oorlog was Potiorek niet meer militair actief. Het feit dat het hem niet lukte de Serviërs te bedwingen leidde ertoe dat Potiorek suïcidaal werd. Hij leefde nadien in Klagenfurt.

## Rangen
- 1871: Leutnant
- 1873: Oberleutnant
- 1879: Hauptmann
- 1887: Major
- 1889: Oberstleutnant
- 1892: Oberst
- 1898: Generalmajor
- 1903: Feldmarschalleutnant
- 1908: Feldzeugmeister
- 1915: Gepensioneerd

## Verwijzingen
1. ↑  https://web.archive.org/web/20080216063635/http://www.geocities.com/veldes1/potiorek.html
2. ↑  Archduke of Sarajevo. The Romance & Tragedy of Franz Ferdinand of Austria, door: Gordon Brook-Shepherd, 1984, blz. 221
3. ↑  idem
4. ↑  Te weten Joden, Christenen en Moslims
5. ↑  14-18. De Eerste Wereldoorlog, door: Dr. R.L. Schuursma (hoofdred.), 1975, dl. 1, blz. 129

- Biografisch materiaal